# Dino Strano
Dino Strano, meist als Dean Stratford geführt, (* um 1935 in Catania; † nach 1982) war ein italienischer Stuntman und Schauspieler.

## Leben
Strano, über dessen Leben fast nichts bekannt ist, begann Mitte der 1960er Jahre beim Film als Stuntman und Kleinstdarsteller. Dann erhielt er Nebenrollen, später auch einige Hauptrollen in meist sehr preisgünstig hergestellten und künstlerisch unbedeutenden, qualitätsarmen Filmen. Dabei wurde er in der Besetzungsliste fast immer als Dean Stratford geführt. Er spielte u. a. unter der Regie von Demofilo Fidani und in Italowestern bis 1975. Nur noch wenige Male, bis 1983, erscheint danach sein Name in den Stabangaben; seither verliert sich seine Spur. In einem Interview berichtet Regisseur Gianni Crea, dass Strano in den letzten Jahren seines Lebens schwer krank gewesen sei und wieder in seiner Heimatstadt Catania gelebt habe.

## Filmografie (Auswahl)
- 1966: Schneller als 1000 Colts (Thompson 1880)
- 1966: Vajas con Dios, Gringo
- 1967: Escondido (El Desperado)
- 1967: Der Tod zählt keine Dollar (La morte non conta i dollari)
- 1968: Bekreuzige Dich, Fremder (Straniero… fatti il segno della croce!)
- 1968: Crisantemi per un branco di carogne
- 1968: Django – den Colt an der Kehle (Chiedi perdono a Dio… non a me)
- 1969: Sartana – Im Schatten des Todes (Passa Sartana… è l’ombra della tua morte)
- 1969: Sedia elettrica
- 1970: Django – Die Nacht der langen Messer (Ciakmull)
- 1970: Quel maledetto giorno d’inverno
- 1971: Allegri becchini… arriva Trinità
- 1971: Dakota – Nur der Colt war sein Gesetz (Rimase uno solo e fu la morte per tutti!)
- 1971: Era Sam Wallash… lo chiamavano “Così Sia”
- 1971: Halleluja pfeift das Lied vom Sterben (Giù le mani… carogna!)
- 1971: Der Mörder des Klans (Prega il morto e ammazza il vivo)
- 1971: Il tredicesimo è sempre Giudà
- 1971: Unerbittlich bis ins Grab (Se t'incontro t'ammazzo)
- 1972: Der Ritt zur Hölle (I sette del gruppo selvaggio)
- 1973: Crow (…E il terzo giorno arrivò il Corvo)
- 1973: Pate der Bronx (La legge della Camorra)
- 1975: 2 magnum 38 per una città di carogne
- 1980: One-Sided Passion (Senza vergogna)
- 1980: Quando l’amore è oscenità
- 1983: Teresa altri desideri
- 1984: Intrigo (Fernsehfilm)
- 1985: Mia zia 077